# Distrito electoral de Nemaha (condado de Johnson, Nebraska)
Nemaha (en inglés: Nemaha Precinct) es un distrito electoral ubicado en el condado de Johnson en el estado estadounidense de Nebraska. En el Censo de 2010 tenía una población de 1132 habitantes y una densidad poblacional de 14,39 personas por km².

## Geografía
Nemaha se encuentra ubicado en las coordenadas 40°23′6″N 96°12′19″O / 40.38500, -96.20528. Según la Oficina del Censo de los Estados Unidos, Nemaha tiene una superficie total de 78.66 km², de la cual 78.66 km² corresponden a tierra firme y (0%) 0 km² es agua.

## Demografía
Según el censo de 2010, había 1132 personas residiendo en Nemaha. La densidad de población era de 14,39 hab./km². De los 1132 habitantes, Nemaha estaba compuesto por el 70.58% blancos, el 23.76% eran afroamericanos, el 4.59% eran amerindios, el 0.44% eran asiáticos, el 0% eran isleños del Pacífico, el 0.53% eran de otras razas y el 0.09% pertenecían a dos o más razas. Del total de la población el 10.87% eran hispanos o latinos de cualquier raza.